# Semi-norme
En mathématiques, une semi-norme est une application d'un espace vectoriel dans l'ensemble des réels positifs. C'est « presque » une norme mais une propriété est manquante : la semi-norme d'un vecteur non nul peut être nulle.
En analyse fonctionnelle, cette situation est relativement courante. L'espace vectoriel est un espace de fonctions d'un espace mesuré à valeurs dans les réels ou complexes. La semi-norme correspond par exemple à l'intégrale de la valeur absolue ou du module de la fonction. Une fonction nulle sur l'espace sauf sur un ensemble négligeable est non nulle mais de semi-norme nulle.
La topologie induite par la semi-norme confère à l'espace une structure d'espace vectoriel topologique, non nécessairement séparé. En quotientant cet espace par un sous-espace bien choisi, on obtient un espace vectoriel normé. Dans la théorie de l'intégrale de Lebesgue, considérer de tels quotients amène à travailler non plus sur des fonctions, mais sur des classes de fonctions, équivalentes donc identifiées si elles ne diffèrent que sur un ensemble négligeable. 

## Définition et exemples

### Définition
Dans cet article, E désigne un espace vectoriel sur un corps commutatif K. En général, K désigne le corps des réels ou des complexes, même si la théorie s'applique dans un contexte plus général.
Définition — 
Une application {\displaystyle {\mathcal {N}}:E\to \mathbb {R} _{+}} est une semi-norme si elle est :
- absolument homogène : {\displaystyle \forall (\lambda ,x)\in K\times E\quad {\mathcal {N}}(\lambda \cdot x)=|\lambda |{\mathcal {N}}(x)} ;
- sous-additive : {\displaystyle \forall (x,y)\in E^{2}\quad {\mathcal {N}}(x+y)\leq {\mathcal {N}}(x)+{\mathcal {N}}(y)}.

La semi-norme {\displaystyle {\mathcal {N}}} est une norme si et seulement si elle vérifie la propriété supplémentaire suivante :
- séparation : {\displaystyle \forall x\in E\quad {\mathcal {N}}(x)=0\Rightarrow x=0_{E}}.

### Exemples
Deux configurations introduisent naturellement une semi-norme en analyse fonctionnelle :
1. Soient {\displaystyle \mu } une mesure sur un espace mesurable {\displaystyle \Omega } (par exemple : {\displaystyle \Omega =\mathbb {R} } muni de la tribu borélienne et {\displaystyle \mu =} la mesure de Lebesgue), et {\displaystyle p\geq 1} un réel (le cas le plus simple est {\displaystyle p=1}). L'ensemble des fonctions mesurables de Ω dans K dont le module à la puissance p est μ-intégrable est un espace vectoriel noté ℒp(Ω, μ). Il est naturellement muni de la semi-norme {\displaystyle {\mathcal {N}}_{p}} définie par :{\displaystyle \forall f\in {\mathcal {L}}^{p}(\Omega ,\mu )\quad {\mathcal {N}}_{p}(f)={\left[\int _{\Omega }|f|^{p}\mathrm {d} \mu \right]}^{1/p}}.La propriété de séparation est absente : dès qu'une fonction est nulle sur le complémentaire d'un ensemble μ-négligeable, sa semi-norme est nulle.
2. Un deuxième exemple est un ingrédient dans la définition de la topologie faible. Soit {\displaystyle \varphi } un élément du dual E* de E, c'est-à-dire une forme linéaire sur E. L'application {\displaystyle p_{\varphi }} définie de la manière suivante est une semi-norme :{\displaystyle \forall x\in E\quad p_{\varphi }(x)=|\varphi (x)|}.Cette semi-norme est nulle sur le noyau de {\displaystyle \varphi } (qui est un hyperplan si {\displaystyle \varphi \neq 0}).

## Propriétés

### Topologie
À l'instar de la norme, une semi-norme définit une topologie pour laquelle les boules ouvertes de centre un point x forment une base de voisinages de x : un ensemble O est ouvert si, pour chaque point x de O, il existe une boule ouverte non vide de centre x incluse dans O. Cette topologie est séparée si et seulement si la semi-norme vérifie la propriété de séparation, c'est-à-dire si la semi-norme est une norme.
Pour cette topologie, l'addition et la multiplication par un scalaire sont continues : on dit que l'espace vectoriel E, muni de cette topologie, est un espace vectoriel topologique. La semi-norme, elle aussi, est continue. Par ailleurs, les boules sont convexes.
Les démonstrations sont analogues à celles proposées dans l'article « Norme (mathématiques) ».

### Noyau
Les vecteurs de semi-norme nulle jouent un rôle particulier, qui justifie la définition suivante :
Définition — 
L'ensemble des vecteurs de semi-norme nulle s'appelle le noyau de la semi-norme.
Le noyau possède des propriétés à la fois algébriques et topologiques :
Proposition — 
Le noyau d'une semi-norme est un sous-espace vectoriel fermé. Il est égal à l'adhérence du sous-espace nul.
En effet, un vecteur x est adhérent à {\displaystyle \{0\}} (le singleton réduit au vecteur nul) si et seulement si toute boule ouverte de centre x et de rayon r > 0 contient ce vecteur nul, ce qui se traduit par : la semi-norme de x est inférieure à tout r > 0, ou encore : x appartient au noyau. Ceci prouve que le noyau est bien l'adhérence du sous-espace nul. C'est donc un sous-espace vectoriel fermé (comme l'est l'adhérence de tout sous-espace vectoriel dans un espace vectoriel topologique).

### Convexité
Si le corps de base est ℝ, toute semi-norme est une application sous-linéaire donc convexe.

### Cône des semi-normes
La somme de deux semi-normes est une semi-norme. Il en est de même pour le produit d'une semi-norme par un réel positif. Autrement dit :

L'ensemble des semi-normes sur un espace E est un cône convexe pointé de l'espace des applications de E dans ℝ.

## Norme et espace quotient
Soit H le sous-espace des vecteurs de semi-norme nulle de E. D'après l'inégalité triangulaire, la semi-norme est constante sur chaque classe de l'espace vectoriel quotient E/H. On peut donc équiper ce quotient d'une norme induite en posant :
Définition — Si H est le noyau d'une semi-norme {\displaystyle {\mathcal {N}}} sur E, la norme induite {\displaystyle {\mathcal {N}}_{E/H}} sur le quotient E/H est définie par :
Comme il est plus pratique de travailler sur un espace séparé, cette technique de quotient est largement utilisée, par exemple en analyse fonctionnelle. Reprenons l'exemple 1 ci-dessus. Le noyau de la semi-norme {\displaystyle {\mathcal {N}}_{p}} est le sous-espace des fonctions sur Ω nulles μ-presque partout. Le quotient de ℒp(Ω,μ) par ce noyau est l'espace vectoriel normé (Lp(Ω,μ), ║ ║p).

## Topologie définie par une famille de semi-normes

### Famille filtrante de semi-normes
Une famille {\displaystyle (p_{i})_{i\in I}} de semi-normes sur {\displaystyle E} est dite filtrante si toute sous-famille finie {\displaystyle (p_{j})_{j\in J}} est majorée par l'une des semi-normes {\displaystyle p_{i}}.
Par exemple, la famille de semi-normes {\displaystyle (p_{\varphi })_{\varphi \in E^{*}}} définie dans l'exemple 2 ci-dessus n'est pas filtrante.
Cependant, pour toute famille {\displaystyle (p_{i})_{i\in I}} de semi-normes sur {\displaystyle E}, la famille suivante de semi-normes est filtrante :
{\displaystyle (p_{J})_{J{\text{ fini }}\subset I}}, où {\displaystyle p_{J}} est la semi-norme {\displaystyle x\mapsto \max _{j\in J}{p_{j}(x)}}.

### Topologie associée
Soit {\displaystyle (p_{i})_{i\in I}} une famille filtrante de semi-normes (on peut toujours se ramener au cas filtrant, par la procédure ci-dessus). Alors, les ensembles suivants forment une famille de bases de voisinages définissant une topologie sur {\displaystyle E}, qui fait de {\displaystyle E} un espace vectoriel topologique (un tel espace est appelé un espace localement convexe) :
On prend, comme base de voisinages de chaque vecteur {\displaystyle x}, la famille, indexée par {\displaystyle i\in I} et {\displaystyle R>0}, des ensembles (appelés « p-boules ») :
{\displaystyle \beta (x,i,R):=\{y\in E\mid p_{i}(y-x)<R\}}.
Autrement dit : les voisinages de {\displaystyle x} sont les ensembles contenant au moins une « p-boule » de centre {\displaystyle x}.